# 輪島温泉
輪島温泉（わじまおんせん）は、石川県輪島市（旧国能登国）にある温泉。能登輪島温泉（のとわじまおんせん）とも呼ばれている。

## 温泉街
輪島市街中心部を始め、周辺に15軒前後の旅館･ホテルが存在し、『なごみの湯』『ねぶた温泉』『湯元能登輪島温泉』『杉平温泉』の4つの源泉があることから輪島温泉郷（わじま温泉郷）と称している。
輪島温泉は、輪島市街地の旅館・民宿で足湯「湯楽里（ゆらり）」で噴出する温泉の配湯を受けている施設となる。
ホテル高州園・ホテルルートイン輪島は、自家源泉を所有しており、主に塩化物泉の泉質となっている。
ねぶた温泉海游能登の庄も、自家源泉をもっている。ねぶた温泉は、日本有数のPH10.5の天然アルカリ泉質で、お湯につかるとツルツルする特徴がある。

## 泉質
- ナトリウム - 塩化物泉[1]
- 泉温 - 41.5℃（掘削時）[1]
- pH - 10.5（アルカリ性）[2]
- 効能 - 神経痛、筋肉痛、関節痛、切り傷、冷え性、打ち身、くじき、火傷、皮膚病、リウマチ、婦人病[2]

## 歴史
湯元能登輪島温泉は、1982年より、高洲山麓の口水の水源調査により有望な水源があることが判明したことを受けて掘削を開始。
輪島温泉としての開湯は、1997年とされている。

## 輪島までの交通アクセス
航空機
- 能登空港に降りた場合は、ふるさとタクシー（低料金の乗合タクシー・要予約）で輪島へ。空港からは約25分。

バス
- 金沢駅西口から北鉄奥能登バス輪島特急線で輪島駅前または輪島塗会館、輪島マリンタウンバス停で下車。

鉄道およびバス
- 金沢駅からJR七尾線で七尾駅（または和倉温泉駅）。七尾駅（または和倉温泉駅）でのと鉄道七尾線に乗り継ぎ、終点の穴水駅下車。穴水駅前から北鉄奥能登バスの路線バス（輪島駅前行き）で終点・輪島駅前バス停で下車。穴水駅前から約30分。

車
- 金沢方面からは、能登有料道路で穴水ICを経て能越自動車道のと里山空港IC下車、右折。珠洲道路を珠洲方面へ向かってすぐの洲衛（すえ）交差点で左折、石川県道271号漆原下出線へ。その先で石川県道1号七尾輪島線に入り、能登空港ICから約20分。金沢駅前から約1時間45分。兼六園からは、金沢東部環状道路(金沢外環状道路)通称山側環状道路を利用し、月浦白尾インターチェンジ連絡道路・津幡バイパスを経由し、白尾ICより能登有料道路を利用し、約1時間50分。